# Hans Konrad (Volkssänger)
Johann Baptist Konrad (* 16. November 1876 in Würzburg; † nach 1908) war ein deutscher Volkssänger und Humorist.

## Leben
Hans Konrad wurde am 16. November 1876 in Würzburg geboren. Von da ging er nach München und wurde Mitglied bei der Singspielgesellschaft der Gebrüder Albrecht, zu der neben Josef („Seppl“) und Hans Albrecht auch noch die Volkssänger Harlander, Holzapfel und Materna gehörten. Die Gesellschaft trat im Hotel „Drei Löwen“ in der Schillerstraße in München auf. Konrad arbeitete im Ensemble als Gesangskomiker.
Ein Todesdatum ist nicht bekannt.

## Repertoire
Wie seine Volkssängerkollegen August Junker und Alois Hönle bewegt sich auch Konrad mit seinem Vortragsgut in der Welt der kleinen Leute aus der Münchener Vorstadt, eins seiner Couplets trägt den Titel „Ham Sie a Ahnung vo der Au!“ und nennt jenen Stadtteil, in welchem Karl Valentin 1882 zur Welt gekommen ist. Lokaltypen wie der „Lucki von der Au“ und der „Nazl vo Feldmoching“ treten auf, ein Vortrag beschreibt die für „Zuag’roaste“ unverständliche „Geheimsprache“ der Vorstädter als ein „Münchner Volapük“. Typenkomik bieten Vorträge wie der über den „Automaxe“, den „Weiberfeind“ oder die beiden reisenden Musiker; eine komische Rede behandelt „Die Bekämpfung der Unsittlichkeit“, die im zur Großstadt heranwachsenden München einzureißen droht. Daneben gibt es viel Musikalisches wie ein „Ständchen“, das Lied von der süßen Maus Lotte, eine „Liebeserklärung“ und gar ein Couplet, das ohne Refrain auskommt. Da bleibt nur die Frage: „Ja was is denn dös?“.

## Tondokumente
Konrad hat Aufnahmen bei Grammophon, Dacapo und Favorite hinterlassen; einige wurden auf Ablegermarken wie Jumbola bzw. Monachia zweitverwertet:
Aufnahmen bei der Gramophone / Zonophone Co
- G.C. 22 885 (mx. 13 438 u) Nazl vo Feldmoching
- G.C. 22 886 (mx. 13 439 u) Münchner Brüder
- G.C. 22 887 (mx. 13 440 u) Von A bis Z
- G.C. 22 888 (mx. 13 442 u) Ohne Refrain
- G.C. 22 889 (mx. 13 443 u) Ständchen
- G.C. 22 890 (mx. 13 444 u) Münchner Volapük
- Zonophone Record Cat.Num: X-21 173 (Matr. Num: 13 410 u) Die Liebeserklärung (Schorschi), Performer: Hans Konrad, Recording Date: -08
- Zonophone Record Cat.Num: X-21 174 (Matr. Num: 13 411 u) Die Bekämpfung der Unsittlichkeit, Performer: Hans Konrad, Recording Date: -08

Aufnahmen bei der Dacapo-Record Company, Berlin
- Der Lucki von der Au: Hans Konrad, Humorist, München, Dacapo-Record D 1535
- Couplet ohne Refrain: Hans Konrad, Humorist, München, Dacapo-Record D 1536
- Der Weiberfeind: Hans Konrad, Humorist, München, Dacapo-Record 14 017

Aufnahmen bei Favorite Record, Hannover, 1908
- Der schöne Lucki. Couplet, gesungen von Hans Konrad, Humorist, München. Favorite Record 1-17 315 (Matrix number 4426-o-) aufgen. Mitte 1908.
- Ja, was ist denn dös? Couplet, gesungen von Hans Konrad, Humorist, München. Favorite Record 1-17 346 (Matrix number 4427-o-) aufgen. Mitte 1908
- Der Weiberfeind: Hans Konrad, Humorist, München. German. Comic. Favorite Record 1-17 309 (Matrizennummer 4428-o-) \ auch auf Jumbola No.2792
- Ham sie a Ahnung von der Au: Hans Konrad, Humorist, München. German. Comic. Favorite Record 1-17 300 (Matrizennummer 4430-o-)
- Lotte, du süsse Maus, gesungen von Hans Konrad, Humorist, München. Favorite Record 1-17 301 (Matrizennummer 4431-o-)
- Frauenrede: gesprochen von Hans Konrad, Humorist, München. German. Comic. Favorite Record 1-17 311 (mx. 4432-o-), aufgen. 1908, veröfftl. c. 1909
- Die Bekämpfung der Unsittlichkeit: gesprochen von Hans Konrad, Humorist, München. German. Comic. Favorite Record 1-17 312 (mx. 4433-o-), aufgen. 1908, veröfftl. c. 1909 \ auch auf Jumbola No.2793
- Zwei reisende Musiker. Humoristischer Vortrag. Hans Konrad, München. J.K.-Record 244	(Matrix number 2739)
- Der Weiberfeind. Humoristischer Vortrag. Hans Konrad, München. J.K.-Record 244 (Matrix number 14 017) [im wax: 14017, 0II][11]

Ungesichert
- Der Auto-Maxe: Comic [anonym, viell. Hans Konrad od. August Junker, München] m. Klavierbegleitung. Monachia-Record[12] No. 1533 (Matrix number 1533)[G 30/10·8], recorded: 30. Oktober 1908?
- Der Lucki von der Au: Comic [anonym, viell. Hans Konrad od. August Junker, München] m. Klavierbegleitung. Monachia-Record No. 1535 (Matrix number 1535) [G 30/10·8 / VII], recorded: 30. Oktober 1908?